# Galactoside
Ein Galactosid ist ein Glycosid, das Galactose enthält. Bei einer Hydrolyse wird Galactose freigesetzt. Galactoside sind z. B. Lactose, XGal und einige glycosylierte Proteine (z. B. im AB0-System). Die β-Galactosidase und die Lactase sind Enzyme, welche Galactoside hydrolysieren.